# Randy Wiel
Randy Wiel (21 aprile 1951) è un ex cestista e allenatore di pallacanestro statunitense naturalizzato olandese.

## Carriera
Con i Paesi Bassi ha disputato i Campionati europei del 1983.